# Artmajeur
Artmajeur - internetowa galeria sztuki z siedzibą w Montpellier we Francji, założona w 2000 roku Umożliwia artystom prezentację oryginalnych obrazów, rzeźb, rysunków, fotografii i grafik.

## Historia
Firma Artmajeur została założona w 2000 roku przez Samuela Charmetanta i Yanna Sarazina, ówczesnych studentów informatyki na Uniwersytecie w Montpellier. Platforma utrzymuje obecność offline w formie kwartalnika Art Magazine oraz uczestnicząc w międzynarodowych targach sztuki.
W 2015 roku Artmajeur uruchomił wirtualną galerię z wizualizacją 3D Place Vendôme (Paryż).
Podczas blokady związanej z Covid-19 firma Artmajeur promowała kampanię #ArtistSupportPledge w mediach społecznościowych.
W 2021 roku Samuel Charmetant został mianowany do stopnia Rycerza Ordre National du Mérite (Francja) za założenie platformy.
Artmajeur prezentuje artystów z 200 krajów i jest dostępny w kilku językach, w tym chińskim i rosyjskim.

## Artyści
Platforma prezentuje wschodzących i znanych artystów, w tym:
- Shepart Fairey (Obey), Salvador Dalí[13], Takashi Murakami[14], Reginald Gray, David Gerstein, Leonid Afremov[15], Jean Humbert Salvoldeli[16].